# Gibraltar Rock Cup
Gibraltar Rock Cup er den bedste, nationale pokaltunering for herrer i Gibraltar. Den blev etableret af Gibraltars fodboldforbund i 1895.

## Kvalifikation til Europa League
Fra 2014 kunne vinderen af Rock Cup kvalificere sig til UEFA Europa League men da Lincoln Red Imps F.C. allerede var kvalificerede til UEFA Champions League da de blev mestre i Gibraltar Premier Division i sæsonen 2014-15 var det taberne af finalen College Europa FC som kunne kvalificere sig til den 1. kvalifikations runde i UEFA Europa League.